# Cynic
Cynic er et progressivt metal-band som indopererer jazz fusion, der blev dannet i 1987 i Miami, Florida, USA. Deres første album Focus blev udgivet i 1993, og deres andet album Traced in Air den 17. november 2008 gennem det franske pladeselskab Season of Mist.

## Medlemmer

### Nuværende medlemmer
- Paul Masvidal – Guitar/vokal (1987-1994, 2006-)
- Sean Malone – Båndløs bas, Chapman Stick (1993, 2008,2011,2012-)
- Matt Lynch-Trommer (2015-)

### Tidligere medlemmer
- Robin Zielhorst – Guitar (live, 2008-2010)
- Tymon Kruidenier – guitar, growl (2008-2010)

- Mark Van Erp – Bas (1987-1989)
- Tony Choy- Bas (1991-1993)
- Jason Gobel – Guitar (1988-1994)
- Aruna Abrams – Vokal/keyboard (1994-1996)
- Chris Kringel – Bas (1993-1994, 2006-2007)
- David Senescu – Guitar (2007)
- Jack Kelly – Vokal (1987-1988)
- Esteban "Steve" Rincon – Vokal (1987)
- Russel Mofsky – Guiatrm (1987)
- Tony Teegarden – Keyboard, vokal (1993-1994, 2006-2007)
- Sean Reinert - Trommer (1987-1994,2006-2015)

### Albums
- Focus (1993)
- Traced in Air (2008)
- Kindly Bent to Free Us (2014)
- Ascension Codes (2021)

### Ep'ere
- Re-traced (2010)

### Demoer
- '88 Demo (1988)
- Reflections of a Dying World (1989)
- '90 Demo (1990)
- Demo 1991 (1991)
- Portal 1995 (1995)
- Promo (2008)